# José António de Azevedo Lemos

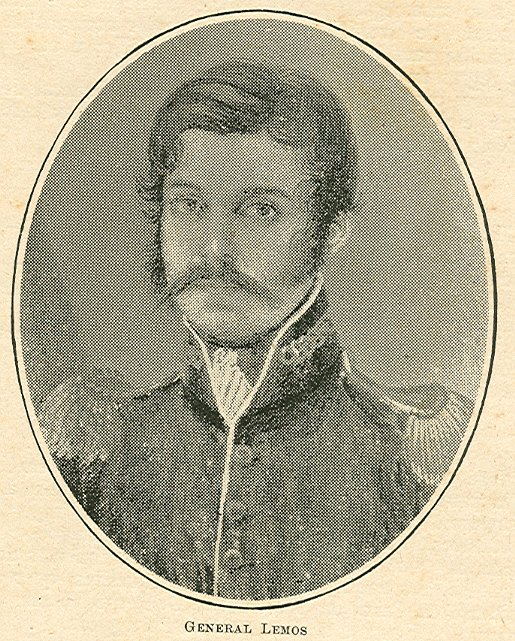
General Lemos

José António de Azevedo Lemos (* 1. Oktober 1786 in Vilar, Portugal; † 16. Februar 1870 in Lissabon) war ein General im Königreich Portugal. Er war Befehlshaber der absolutistischen Truppen im Miguelistenkrieg gegen die portugiesischen Liberalen.

## Leben
Lemos besuchte das Seminar, von dem er früh abging, um sich der Militärlaufbahn zuzuwenden. Als Freiwilliger nahm er im Kavallerieregiment Nr. 10 bereits seit Ende 1807 an der Verteidigung Portugals gegen die Napoleonischen Invasionen teil. Er wurde dabei ausgezeichnet und zum Alferes befördert.
Im Anschluss diente er in der Portugiesischen Kolonie Brasilien. Er erwarb sich dort militärische Verdienste, insbesondere in den Auseinandersetzungen am Rio Grande und mit Paraguay. Nach der Unabhängigkeit und der Ausrufung des Kaiserreichs Brasilien 1822 kehrte Lemos als Coronel nach Portugal zurück.
Nach der Liberalen Revolution 1820 verschrieb er sich den Absolutisten und befehligte die Truppen König D. Miguels I. im heraufziehenden Bürgerkrieg, dem Miguelistenkrieg. Er erlitt in der Schlacht von Vila da Praia (heute Praia da Vitória) am 11. August 1829 eine erste Niederlage auf den Azoren gegen liberale Truppen unter dem Herzog von Terceira, fiel dabei jedoch durch militärische Qualitäten auf. Lemos stieg danach zu einem der wichtigsten Generäle der miguelistischen Truppen auf. Er war danach maßgeblich an der schließlich erfolglosen Belagerung von Porto 1832 beteiligt und an der als Linhas de Lisboa bekannten, schließlich ebenfalls erfolglosen Verteidigung der Hauptstadt 1833.
Lemos errang danach noch eine Reihe Erfolge gegen die liberalen Truppen, insbesondere im Alentejo und dort besonders am 2. November 1833 bei Alcácer do Sal.
Am 18. Februar 1834 bei Almoster fügte ihm Marschall Saldanha jedoch eine vorentscheidende Niederlage bei. Schließlich wurde die letzte absolutistische Armee unter Luís Vaz Pereira Pinto Guedes am 16. Mai 1834 bei Asseiceira vernichtend geschlagen. Lemos unterzeichnete nach der letzten Niederlage am 26. Mai 1834 die Erklärung von Évoramonte zusammen mit seinem hier residierenden König Miguel I. Dieser dankte ab, und Lemos ging mit ihm ins Exil nach Italien.
1859 kehrte Lemos nach Portugal zurück und verstarb 1870 in der Hauptstadt.